# Francisco Valdés Subercaseaux
Pour les articles homonymes, voir Famille Subercaseaux.
 (août 2016).
 (août 2016).
Si vous disposez d'ouvrages ou d'articles de référence ou si vous connaissez des sites web de qualité traitant du thème abordé ici, merci de compléter l'article en donnant les références utiles à sa vérifiabilité et en les liant à la section « Notes et références ».
Francisco Valdés Subercaseaux (1908 - 1982), est un prêtre et missionnaire catholique, appartenant à l'Ordre des Frères mineurs capucins, dont il fut le premier religieux chilien, et premier évêque du diocèse d'Osorno. La cause pour sa béatification est en cours, et il est reconnu vénérable par l'Église catholique. 

## Biographie
Maximiano María Valdés Subercaseaux, de son nom de baptême, naît à Santiago du Chili le 23 septembre 1908 dans une famille fortunée et fort pieuse qui compte des hommes politiques et des ecclésiastiques, dont Pedro Subercaseaux, Juan Subercaseaux (es) ou Luis subercaseaux. À l'âge de cinq ans, ayant une excellente connaissance du catéchisme, il lui est permis, par dérogation spéciale du pape saint Pie X, de lui donner la première communion. L'année suivante, il reçoit le sacrement de la confirmation. Il étudie au Collège San Ignacio de Santiago, tenu par les jésuites, et à l'âge de 17 ans, il voyage avec ses parents en Europe, moment où il ressent l'appel à la vie religieuse.
Lors d'un séjour à Rome en 1927, il cerne sa vocation sacerdotale, et décide d'intégrer le Collège pontifical latino-américain. Il reçoit un doctorat en philosophie auprès de l'université grégorienne en 1929. L'année suivante, profondément motivé par la spiritualité de saint François d'Assise, il intègre l'Ordre des Frères mineurs capucins en Bavière, où il reçoit le nom de François-Joseph de Saint Michel (Francisco José de San Miguel). Le 27 janvier 1931, lors de sa profession religieuse, il devient le premier capucin d'origine chilienne. Il continue ses études en théologie en Allemagne et en Italie, et reçoit l'ordination sacerdotale à Venise, le 17 mars 1934.
En 1935, il est renvoyé au Chili au service du vicariat apostolique de Villarrica (aujourd'hui diocèse de Villarrica) comme missionnaire. Francisco Valdés Subercaseaux exerce d'abord comme professeur en philosophie au séminaire de Mariquina, vicaire de paroisse et directeur spirituel de communautés de religieuses. De 1943 à 1956, il est fixé à Pucón où il s'illustre comme un infatigable missionnaire, notamment auprès des autochtones mapuches. Il fonde l'hôpital San Francisco, de nombreux monastères et églises, et introduit et développe l'Ordre franciscain. Selon des témoignages[Lesquels ?], il vivait de manière austère, dans une grande piété et un mode de vie très simple. Il aimait se rendre auprès des plus défavorisés dans les périphéries des villes.[réf. nécessaire]

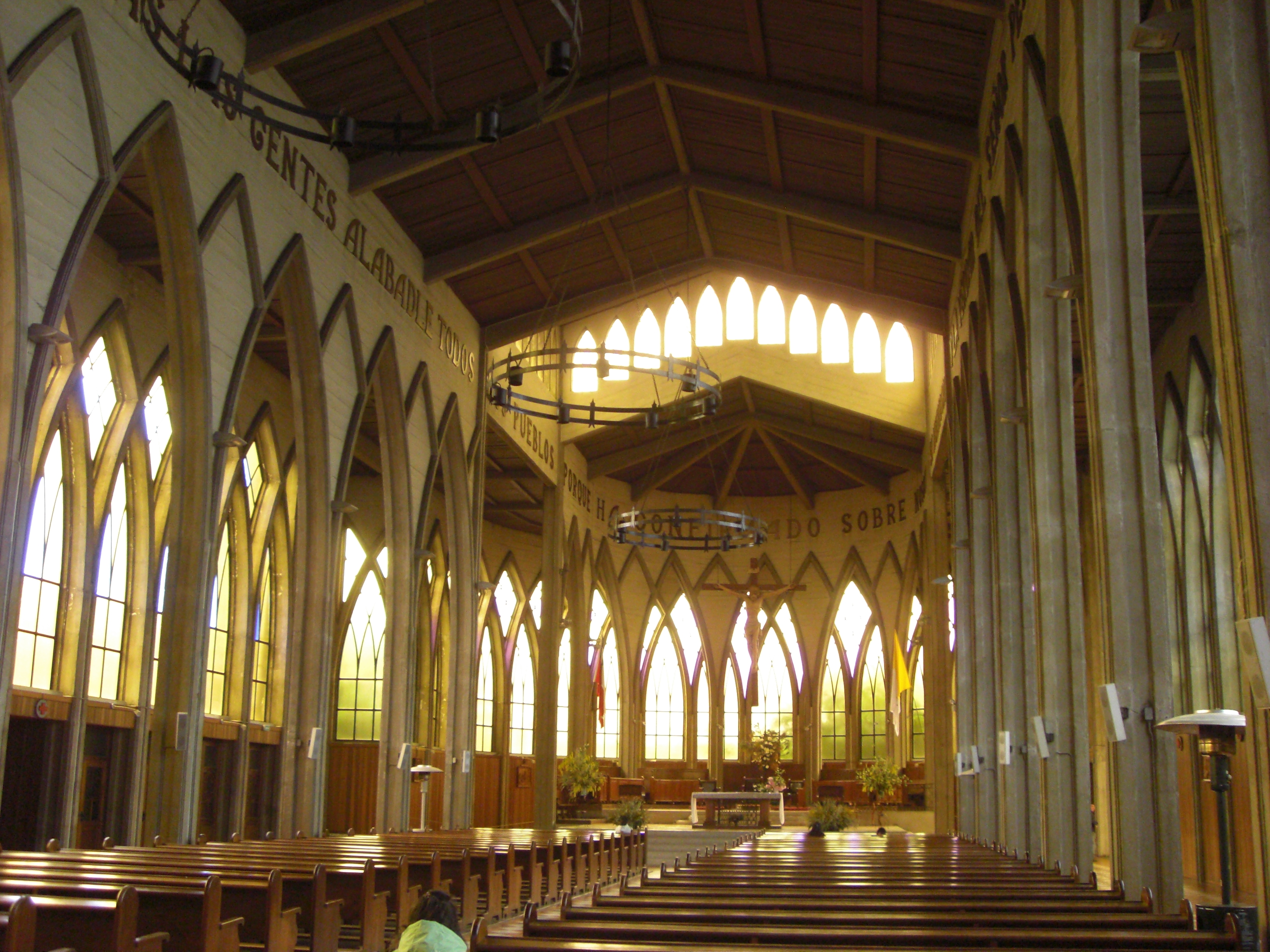
Intérieur de la cathédrale d'Osorno

En 1955, le pape Pie XII érige le diocèse d'Osorno, et nomme Francisco Valdés Subercaseaux comme évêque. Dans sa charge épiscopale, il n'abandonna pas son mode de vie ni ses principaux champs d'action. Il donna naissance à de nombreuses paroisses et écoles. De 1962 à 1965, il est convié au Concile Vatican II et diffuse les réformes mises en place avec dynamisme dans son diocèse, dans le but de renouveler la pratique religieuse des fidèles dont il a la charge. En 1977, il inaugure la cathédrale Saint-Matthieu d'Osorno, dont il avait été le fondateur.
Alors qu'il célébrait son jubilé de vingt-cinq ans de vie épiscopale, sa santé se détériora et on lui diagnostiqua un cancer gastrique qui s'annonça incurable. Il termina ses jours dans la communauté des Frères mineurs capucins d'Araucaníe, retiré dans la prière, où il mourut le 4 janvier 1982. Au moment de sa mort, des témoins ont rapporté ses dernières paroles : J'offre ma vie pour le pape, pour l’Église, pour le diocèse d'Osorno, pour les pauvres, pour la paix entre le Chili et l'Argentine et pour le triomphe de l'amour.[réf. nécessaire]

## Procès en béatification
Ses restes reposent dans la crypte de la cathédrale Saint-Matthieu d'Osorno, où de nombreux fidèles viennent prier pour demander son intercession.[réf. nécessaire]
C'est en 1998 que sa cause en béatification et canonisation débuta. Le 7 novembre 2014, le pape François autorisa la Congrégation pour la cause des saints à publier un décret reconnaissant ses vertus héroïques, au titre duquel il est considéré comme vénérable par l'Église catholique.[réf. nécessaire]

## Sources
- (es) Sitio web de los Hermanos Menores Capuchinos en Chile
- (es) Blog dedicado a Mons. Francisco Valdés
- (es) Sitio web de la Diócesis de Osorno